# 鷹司尚武
鷹司 尚武（たかつかさ なおたけ、1945年〈昭和20年〉6月9日 - ）は、五摂家の一つであった鷹司家の第28代当主。神社本庁統理、日本会議顧問。伊勢神宮大宮司、神宮司庁代表役員、日本電気通信システム株式会社（NEC通信システム）社長などを務めた。
旧姓名は松平尚武。養母の鷹司和子は昭和天皇の第三皇女であり、明仁上皇は義理の叔父にあたる。子供は、長男の鷹司尚通と長女の2人。

## 来歴・人物
松平乗武（旧美濃岩村藩大給松平家当主、松平乗長の次男）と章子（ふみこ、鷹司信輔の次女）夫妻の長男として生まれるが、尚武が誕生する数日前に父は戦死した。その後、子供の無かったおじの鷹司平通と和子の夫妻の養子となり、1966年に平通が不慮の死を遂げると鷹司家を継ぎ第28代当主となる。
学習院初等科、学習院中等科を経て、1964年に学習院高等科を卒業。なお、寛仁親王、酒井忠紀（姫路藩白鷺城当主）は学習院初等科時代の同級生。
1970年、慶應義塾大学工学部計測工学科卒業。1972年、慶應義塾大学大学院工学研究科修士課程修了。同年、日本電気株式会社（NEC）に入社。NECネットワークスソリューション開発事業本部長、NECネットワークス執行役員を経て、NEC通信システム社長に就任した。
2007年6月に退任。翌月、戦後9人目となる伊勢神宮大宮司に就任し、2017年7月に退任した。
音楽活動は学習院ブルーレンジャーズに所属。
2018年から神社本庁統理を務める他、日本会議顧問、霞会館の理事長、日本野鳥の会評議員、学校法人学習院の評議員、神道文化会名誉会長、日本文化興隆財団顧問、德川記念財団理事、世界宗教者平和会議名誉顧問などを担当している。